# Joan Merriam Smith
Joan Merriam Smith est une aviatrice américaine née le 3 août 1936 dans l'état du Michigan et décédée le 17 février 1965 à Big Pine en Californie. Elle est principalement connue pour son tour du monde en avion en solo,  qu'elle a réalisé depuis Oakland en Californie pour suivre la route qu'avait prévue Amelia Earhart. 

## Biographie

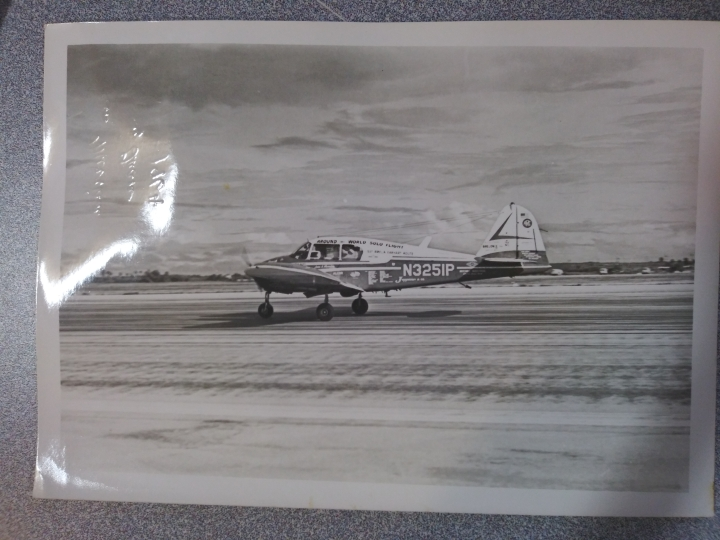
Avion avec lequel Joan Merriam Smith a réalisé son vol record en 1964.

Smith avait pour projet de devenir la première femme à accomplir un tour du monde en solo, mais une autre pilote Jerrie Mock avait le même objectif et y est arrivée peu avant Smith. Elle reste néanmoins la première femme à avoir réalisé un tour du monde en solo au niveau de l'équateur en 1964.
Une fois sa carrière de pilote bien amorcée, elle se marie en 1960 au Lieutenant Commandant Marvin Smith.
Smith est décédée à 28 ans le 17 février 1965, lorsque l'avion qu'elle pilotait depuis l'aéroport de Long Beach s'est abimé dans les montagnes San Gabriel près de Big Pine en Californie. Elle est morte sur le coup, tout comme sa passagère, la journaliste Trixie Anne Schubert qui souhaitait écrire un livre sur la vie de l'aviatrice.
Elle reçoit à titre posthume le trophée Harmon en tant qu'aviatrice exceptionnelle, en 1964.